# Wenera 8
Wenera 8 (ros. Венера-8) – piąta udana radziecka sonda kosmiczna przeznaczona do badania Wenus o budowie analogicznej do Wenery 4.

## Przebieg i rezultaty misji
Wenera 8 została wyniesiona przez rakietę Mołnia 8K78M 27 marca 1972 z kosmodromu Bajkonur w Kazachskiej SRR. Sonda posiadała lądownik o masie 455 kg, wyposażony dodatkowo w urządzenia do pomiaru oświetlenia w atmosferze pod warstwą obłoków i na powierzchni, oraz spektrometr gamma do pomiaru zawartości pierwiastków promieniotwórczych (izotopów potasu, uranu i toru) w gruncie. 22 lipca 1972 o 08:37 UTC lądownik wszedł w atmosferę Wenus. Na wysokości 60 km rozłożył się spadochron o średnicy 2,5 m, a specjalne urządzenie chłodzące chłodziło wnętrze urządzenia. O 09:32 UTC lądownik wylądował i przez 50 minut i 11 sekund działał na powierzchni planety, po czym zamilkł ze względu na niesprzyjające warunki panujące na Wenus. Jeszcze w czasie przelotu przez atmosferę aparatura lądownika ujawniła występowanie huraganowych wiatrów na znacznych wysokościach. Na wysokości 45 km nad powierzchnią gruntu ich prędkość przekraczała 50 m/s. Na wysokościach od 35 do 30 km odnotowano gwałtowne obniżenie oświetlenia. Ciśnienie atmosferyczne przy powierzchni było równe 90(±1,5) atm, a temperatura wynosiła 743(±8)K. Grunt, podobnie jak w miejscu lądowania Wenery 7, okazał się zestalony. Nie była to jednolita skała, a materiał luźny i porowaty, o gęstości około 1,5 g/cm³. Stwierdzono w nim zawartość izotopów potasu (4%), uranu (0,0002%) i toru (0,00065%) – znacznie większą niż w przeciętnym gruncie na Ziemi, podobną natomiast jak w granitach ziemskich. Bezpośredni pomiar na powierzchni planety wykazał oświetlenie kilkuset luksów, co odpowiada oświetleniu ziemskiemu w pochmurny dzień.